# Lola Anderson
Lola Anderson (Kingston upon Thames, 16 de abril de 1998) es una deportista británica que compite en remo.
Participó en los Juegos Olímpicos de París 2024, obteniendo una medalla de oro en la prueba de cuatro scull.
Ganó dos medallas en el Campeonato Mundial de Remo, en los años 2022 y 2023, y tres medallas de oro en el Campeonato Europeo de Remo entre los años 2022 y 2025.

## Palmarés internacional
| Juegos Olímpicos   | Juegos Olímpicos         | Juegos Olímpicos  | Juegos Olímpicos |
| Año                | Lugar                    | Medalla           | Prueba           |
| ------------------ | ------------------------ | ----------------- | ---------------- |
| 2024               | París (Francia)          | Medalla de oro    | Cuatro scull     |
| Campeonato Mundial |                          |                   |                  |
| Año                | Lugar                    | Medalla           | Prueba           |
| 2022               | Račice (República Checa) | Medalla de bronce | Cuatro scull     |
| 2023               | Belgrado (Serbia)        | Medalla de oro    | Cuatro scull     |
| Campeonato Europeo |                          |                   |                  |
| Año                | Lugar                    | Medalla           | Prueba           |
| 2022               | Múnich (Alemania)        | Medalla de oro    | Cuatro scull     |
| 2024               | Szeged (Hungría)         | Medalla de oro    | Cuatro scull     |
| 2025               | Plovdiv (Bulgaria)       | Medalla de oro    | Cuatro scull     |